# Курт Вінтгенс
Курт Вінтгенс (нім. Kurt Wintgens; 1 серпня 1894, Нойштадт, Німецька імперія — 25 вересня 1916, Віллер-Карбоннель, Франція) — німецький льотчик-ас, лейтенант Прусської армії. Кавалер ордена Pour le Mérite.

## Біографія
Син офіцера. У 1913 році став кадетом, служив у телеграфному батальйоні № 2 у Франкфурті. На початку Першої світової війни Курт ще навчався у Військовій академії, але повернувся до своєї частини. Перевівшись в авіацію в кінці 1914 або на початку 1915 року, Вінтгенс спочатку літав спостерігачем на Західному фронті, звідки пізніше його перевели в Польщу. Він також був відряджений у Радіовідділення сухопутних військ.

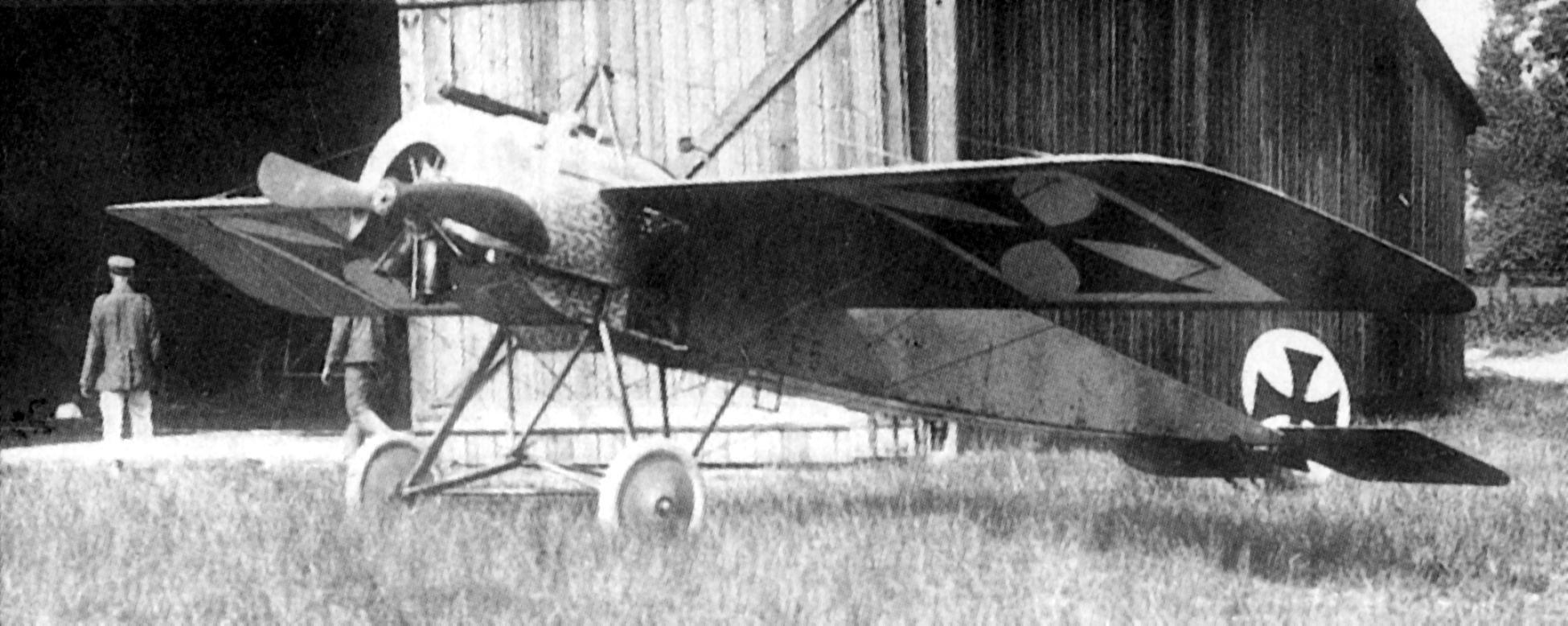
Fokker E.I, на якому літав Вінтгенс (1915).

У березні 1915 року Вінтгенс пройшов підготовку пілота і завдяки своїй майстерності був призначений спочатку у 67-й польовий льотний дивізіон як льотчик винищувача Fokker, а потім — у 6-й польовий льотний дивізіон. Він здобув свою першу перемогу 1 липня 1915 року і, якби вона була підтверджена, їй судилося б стати першою перемогою німецьких винищувачів в історії.

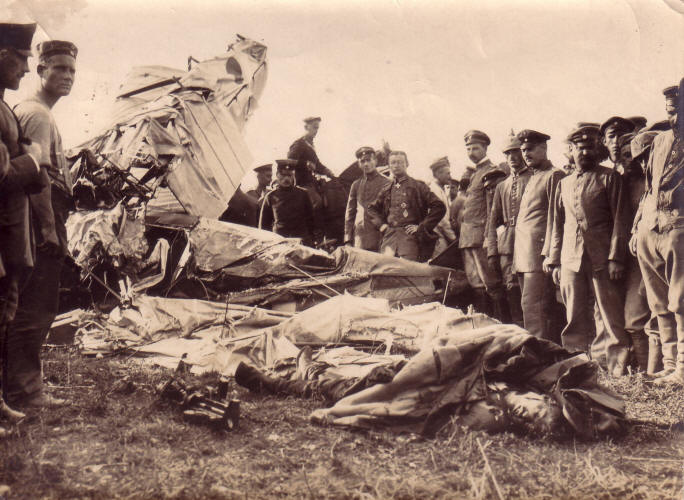
Вінтгенс (в центрі) біля збитого літака.

5 липня 1915 року направлений в 48-й польовий льотний дивізіону, і, хоча Вінтгенс був безумовно призначений до цього підрозділу, у листі другові він чомусь писав, що не є частиною складу якогось дивізіону і абсолютно незалежний. Навіть у той час, поки Вінтгенс хворів на грип, він продовжував літати. Переведений потім у бойове командування одномісних винищувачів «Во», що організаційно входило до 23-го льотного дивізіону, він і далі збільшував свій бойовий рахунок, поки не був направлений у 4-ту винищувальну ескадрилью, в яку при її створенні 25 серпня 1916 року перейшли й інші аси з командування.
На початку вересня 1916 року Вінтгенс отримав нове перведення — в 1-шу винищувальну ескадрилью, де й здобув свої останні перемоги. Він був збитий 25 вересня 1916 року біля Віллер-Карбоннеля французьким асом лейтенантом Альфредом Ерто з ескадрильї № 3. Згідно з легендою, Вінтгенс допомагав прикривати німецького розвідника і зміг його врятувати, але поплатився власним життям. Спостерігачем німецької машини типу С був майбутній ас Йозеф Фельт'єнс.
Всього за час бойових дій здобув 19 перемог, ще 3 перемоги залишились непідтвердженими.

## Нагороди
- Залізний хрест 2-го і 1-го класу
- Нагрудний знак військового пілота (Пруссія)
- Орден Альберта (Саксонія), лицарський хрест 2-го класу з мечами
- Королівський орден дому Гогенцоллернів, лицарський хрест з мечами
- Pour le Mérite (1 липня 1916) — за 8 перемог. Четвертий кавалер серед льотчиків-винищувачів.